# Lepidisis nuda
Lepidisis nuda är en korallart som först beskrevs av Wright och Studer 1889.  Lepidisis nuda ingår i släktet Lepidisis och familjen Isididae. Inga underarter finns listade i Catalogue of Life.